# Астраханская улица (Саратов)
Астраха́нская у́лица — самая широкая улица центральной части Саратова и одна из главных автомобильных магистралей. Проходит от 2-го Станционного проезда до Сенной площади.

## История
В XVIII веке там, где сейчас пролегает улица, была дорога, которая называлась Астраха́нский тракт или Астраха́нская по́чта, потому что до середины XVIII века почта в Саратов из Москвы шла через Астрахань. Только в 1751 году Саратов получил прямую почтовую связь с Москвой.
В середине XIX века по обе стороны Астраханского тракта, находившегося в то время на окраине города, началась застройка. Уже в 1851 году улица называется Астраханской.

## Сквер железнодорожников
В начале Астраханской улицы (напротив дома № 1) находится Сквер железнодорожников: в нём стоит Паровоз Л 3733, Доска почёта, Детская игровая площадка и хоккейная коробка.
- Сквер железнодорожников
- Паровоз Л 3733 вид с аллеи
- Паровоз Л 3733 слева.jpg

## Расположение
Улица начинается от 2-го Станционного проезда и идет на северо-восток до улицы Рабочей. Здесь, ровно посередине длины улицы, располагалась обширная Полтавская площадь. На ней в 1904 г. был заложен сад, преобразованный в 1936 г. в Детский парк.
- Детский парк Ворота и стадион
- Памятник Позвони маме Детский парк

На перекрестке с ул. Советской расположена диспетчерская и резервное кольцо трамвайных маршрутов № 9 (Пролетарка, Заводской р-н), № 10 (Агафоновка, Октябрьский р-н). После Детского парка, улица поворачивает на север и идёт до Сенной площади, за которой продолжается бывшим Астраханским переулком, ныне улицей Танкистов. В начале XX века ул. Астраханская продолжалась по направлению к Воскресенскому кладбищу (сейчас это продолжение ул. Большая Горная). Ширина улицы Астраханской 90 метров. На всём протяжении в её середине разбит сквер.

## Застройка
В основном улица была застроена в период бурного роста Саратова как промышленного центра на рубеже 19-20 веков. Этому способствовала близость железной дороги и товарной станции (Саратов-2). Вскоре на улице выросли краснокирпичные громады крупных предприятий: мельницы, маслобойки, завода двигателей Беринга. Несколько кварталов в начале улицы заняли служебные и жилые здания железной дороги. В 1908 году на улице была построена первая электростанция, обеспечившая трамвайное движение и общегородское освещение. Промышленное строительство продолжилось при индустриализации в 1930-е годы: заводы Агрегатный, Проммаш, ЗЭТО. Корпуса заводов и фабрик перемежались с деревянными одноэтажными домами рабочих: Очкино (Первомайский посёлок) а также по паре кварталов до улицы Шелковичной, около Детского парка и Сенного рынка. В 1980-е эти домики стали постепенно вытесняться кооперативными девятиэтажками. А строительный бум конца 2000-х окончательно решит их судьбу в ближайшие пару лет. Сегодня промышленные предприятия испытывают сильное давление со стороны «девелоперов», желающих получить места под строительство торгово-развлекательных центров на центральной городской магистрали. Здания одних были полностью снесены (маслобойная фабрика) или перестроены (фабрика трикотажа), другие отделались частью корпусов (Проммаш).
| Номер дома    | Изображение | Описание |
| ------------- | ----------- | --- |
| 1А            |             | Самарский государственный университет путей сообщения, филиал в Саратове |
| 1             |             | Кафе «Современник». Бывшая Фабрика-кухня у станции «Саратов-2», построена в стиле конструктивизм в 1931—1933г. |
| 1             |             | Магистраль Торговый Дом, бывший универсальный магазин железнодорожников. Угол ул. 2я-Садовая. |
| 21            |             | Завод Электротермического оборудования — ЗЭТО (ОАО «Электротерм−93»). Угол ул. Шелковичная |
| 43            |             | Офисный центр. Маслобойный завод и мельница Скворцова, 1896 г. (3 здания) — Объект культурного наследия, памятник архитектуры регионального значения. |
| 45            |             | ФГУП Саратовский агрегатный завод. Угол ул. Рабочая |
| 74            |             | Жилой дом, построен в технике открытого кирпича в 1900-1914 гг. |
| 77            |             | Колледж радиоэлектроники имени П. Н. Яблочкова. Объединённое среднее техническое училище (1899 год). Проекты и планы зданий технического училища составил петербургский архитектор В. П. Цейдлер. На строительство училища было дано из казны 200 тысяч рублей, но этого оказалось недостаточно, и городская Дума сделала заем на 100 тысяч рублей. В мае 1899 года состоялась закладка зданий, а осенью Саратовское соединенное среднее механико- и химико-техническое училище открылось во временном, до окончания строительства, помещении дома общества купцов и мещан на Никольской улице. Летом училище перешло в свои здания на ул. Астраханской, а к осени были закончены строительные работы во всех шести каменных корпусах. После пожара 1961 года здание училища было радикально перестроено (надстроены 2 этажа и произведена перепланировка внутренних помещений). |
| 83            |             | V корпус Саратовского государственного университета. 1952 г., арх. Н. К. Усов. Угол ул. Большая Казачья |
| 83            |             | X корпус Саратовского государственного университета. Угол ул. Московская |
| 87            |             | Губернский рынок. Гипермаркет бытовой электроники «Эксперт», книжный «Литера». В корпусах завода Проммаш. |
| 88            |             | Завод ОАО «Серп и Молот» (бывш. Завод Беринга основан 1887 г). Угол ул. Рабочая |
| 102           |             | Объект культурного наследия: Памятник архитектуры регионального значения. 1901-1903 гг., арх. С.И. Тихомиров. Шоколадная фабрика братьев Ивана и Андрея Яковлевичей Миллеров (1900-е гг., 4 объекта), на которой работало около 100 человек. Годовая производительность доходила до 110 тысяч рублей. Это примерно 5 тысяч пудов сладкой продукции. Кроме шоколада и какао изготавливали разного рода конфеты, мармелад, цукаты, карамели и прочие изделия. Товар сбывался на местном рынке, в Сибири и на Кавказе, а миндальное масло — в Петербурге. Фабрика Миллеров просуществовала десять лет и была продана Б. И. Соломонову, разместившему здесь тетрадную фабрику, ставшую в первое десятилетие советской власти обычной типографией № 10, которую затем и сменила швейная фабрика № 5.                                                                                  |
| 103А          |             | Гипермаркеты компьютерной техники «Позитроника», игрушек «Бегемот» (бывш. фабрика спортивного трикотажа) |
| 108, 110, 112 |             | Живописная архитектурная композиция внутриквартальной территории. Комплекс из трехэтажных зданий объединен вокруг раскрытого к Астраханской улице парадного двора (курдонёра) и сооружен в 1927-1929 годах по проекту саратовского архитектора Александра Маврикиевича Старкмета (1887—1973) для служащих и рабочих трампарка. |
| 122           |             | Ансамбль зданий Бельгийского общества трамваев, 1909—1914 гг., арх. Ю. Н. Терликов, М. Г. Зацепин (8 зданий) между улицами Большая Казачья и Московская. Ныне Саратовгорэлектротранс. |
|               |             | Швейная фабрика «Динамо» (бывш. Тюремный замок 1829 г) |
| 136           |             | Триумф Молл Торгово-развлекательный центр занимает квартал по ул. Астраханская от ул. Кутякова до ул. Зарубина |
| 138           |             | Детская поликлиника № 2 Кировского района |

## Утраченные здания
- Князь-Владимирский собор (архитектор A.M.Салько) воздвигнут в память девятисотлетней годовщины крещения Руси в 1888 году на пожертвования представителей всех сословий. Приход при церкви открыт в июне 1897 года. 3 престола: во имя благоверного равноапостольного князя Владимира, во имя Алексия человека Божиего и во имя Иоанна Златоуста. Собор располагался на Полтавской площади, ныне на этом месте спортивная площадка Детского парка. Разрушен в 1930-е годы.
- Церковь в честь Владимирской иконы Божией Матери (Маминская). Эта деревянная, обложенная снаружи кирпичом церковь была построена на углу Большой Казачьей в 1865 году. Престолов в церкви два: главный — в честь иконы Владимирской Божией Матери; придельный — в честь иконы Казанской Божией Матери, освященный 26 августа 1885 года.
- Маслобойная фабрика (бывшая Шумилина). Основана 1853 г. Каменное здание 1897г[4]. Снесено в 2007 г под строительство ТРЦ «Триумф Молл». Некоторые мотивы фасада здания фабрики использованы на фасаде здания ТРЦ.[5].
- Кинотеатр «Фурор». Осенью 1909 года некто С. М. Гузиков подает в городскую управу прошение на разрешение открыть на углу Дворянской улицы в доме Скворцова синематограф «Волшебные грезы». Но на представленном плане не были обозначены противопожарные меры: дополнительные выходы, не обита железом кинобудка, отсутствовали пожарные рукава и т. д. После исправления всех недостатков 27 марта 1910 года синематограф, теперь уже под название «Фурор», был открыт. Кинотеатр «Фурор» упоминается в газетах до 1928 года.

## Памятники
| Изображение | Описание |
| ----------- | --- |
|             | Памятник Ленину на ул. Астраханская 43. Установлен перед корпусом бывшей обувной фабрики по инициативе её работников.           |
|             | бюст электротехнику Яблочкову П. Н., 1969 г. ск. Суминов К. С. (у главного входа колледжа радиоэлектроники им. П. Н. Яблочкова) |
|             | бюст академику Семёнову Н. Н., 1981 г. ск. Фёдоров В. Н. (на пересечении с ул. Вавилова Н. И.)                                  |
|             | Памятник Романову А. А., 2017 г. Ск. Салават Щербаков, (ул. Астраханская, между ул. Большая Казачья и Московская)               |
|             | Памятник св. Кириллу и Мефодию, 2009 г. Ск. Рожников А. А. (возле корпуса 10 СГУ: угол ул. Астраханская и Московская)           |

## Транспорт
Улица связывает основной проезд вдоль Волги (улица Чернышевского) (через улицу Дегтярная и 2-й Станционный проезд) с главной городской магистралью по Соколовой и Большой Горной улицам и выездом через улицу Танкистов в район СХИ и далее Солнечный посёлок. Согласно Генеральному плану улице отведена роль общегородской магистрали непрерывного движения — единственной в центре города в меридиональном направлении. Для чего планируется:
…
9. Проектирование и строительство транспортного пересечения улиц Астраханской и Рабочей с пробивкой улицы Астраханской в районе Детского парка.
…
12. Проектирование основных транспортных узлов по трассе будущей магистральной улицы непрерывного движения, по паре улиц с односторонним движением — Соколовой — Б.Горной и начало их строительства вместе с пешеходными переходами в разных уровнях.

- Вход в Детский парк и трамвайная станция
- Трамвай №9 у входа в Детский парк
- Трамвайное кольцо около Детского парка

### Трамвай
- № 3 — до 6-й дачной
- № 9 — до посёлка Пролетарка (Завод тяжёлых зуборезных станков)
- № 10 — до Октябрьского посёлка (Агафоновка)
- № 11 — до Геологического института (Солнечный)

### Троллейбус
- № 3 — Театральная площадь — улица Грибова (стадион Спартак)
- № 5 — Техстекло — Музейная площадь (Волга)
- № 16 — Вокзал — Улица Грибова (Стадион Спартак)

### Автобус
- 6 Техстекло — пос. Комсомольский.
- 11 Музейная площадь — пос. Солнечный.
- 33 Музейная площадь — улица Техническая.
- 53 Реал — пос. Солнечный.
- 90 Крекинг — аэропорт.

## Интересные факты
- Бытует мнение, что нумерация домов на этой улице идёт в разные стороны. На самом деле это не так, просто нумерация одной стороны сильно отстаёт от нумерации другой.
- На рубеже XIX—XX веков улицу вымостили брусчаткой, тесанной из серого гранита. Такое покрытие было уложено от товарной станции до Казачьей площади, то есть на протяжении почти трех верст. Во время Великой Отечественной войны И. В. Сталин на одном из приемов спросил первого секретаря Саратовского обкома ВКП(б) П. Т. Комарова: «Скажите, товарищ Комаров, а брусчатая мостовая в Саратове сохранилась?» Возможно, Сталин был в Саратове в годы Гражданской войны и запомнил эту необычную дорогу. К сожалению, после войны гранитное мощение покрыли слоем асфальта.
- Существует три дома с адресом: ул. Астраханская 1

## Ближайшие улицы и площади
Астраханская улица граничит или пересекается со следующими улицами:
| - Станционная улица; - 9-я линия Первомайского посёлка; - 3-й,4-й и 5-й Садовые тупики; - Новоузенская улица; - Шелковичная улица; | - Рабочая улица; - Улица Мичурина; - Улица Слонова; - Советская улица; - Улица Вавилова Н. И.; | - Рабочая улица; - Улица Мичурина; - Улица Слонова; - Советская улица; - Улица Вавилова Н. И.; | - Большая Казачья улица; - Московская улица; - Улица Кутякова; - Улица Зарубина В. С.; - Улица Посадского. | - Большая Казачья улица; - Московская улица; - Улица Кутякова; - Улица Зарубина В. С.; - Улица Посадского. |

## Упоминания в культуре
- Улица воспета бардом Владимиром Ланцбергом в песне «По Астраханской» (1997).